# روری ساترلند
روری ساترلند (انگلیسی: Rory Sutherland؛ زادهٔ ۸ فوریهٔ ۱۹۸۲) دوچرخه‌سوار اهل استرالیا است.
از باشگاه‌هایی که در آن بازی کرده‌است می‌توان به تیم موویستار، تیم لوتوان‌ال–یومبو، تیم دوچرخه‌سواری یونایتدهلثکر، تیم تینکوف، و تیم یوای‌ئی امارات اشاره کرد.